# Battaglia di San Marcial
Con la battaglia di San Marcial del 31 agosto 1813, l'esercito di Galizia spagnolo guidato da Manuel Freire respinse l'ultima grande offensiva portata dal maresciallo di Francia Nicolas Jean-de-Dieu Soult contro l'esercito alleato del marchese di Wellington.

## Contesto storico
Wellington aveva raggiunto San Sebastián dopo la battaglia di Vitoria, assediandola nel luglio del 1813 nel tentativo di ridurre le fortezze costiere durante la ritirata francese verso est e curare i propri feriti di Vitoria. San Sebastián e Pamplona stavano ai fianchi di Wellington, controllando le vie d'accesso al confine francese, e dovevano essere conquistate prima di proseguire le operazioni in territorio francese. Sembra che Wellington abbia sottovalutato le risorse e la determinazione della guarnigione francese ed il suo talentuoso comandante, il generale di brigata Louis Rey. Gli attacchi britannici subirono contrattacchi sanguinosi, arrivando a perdere 600 uomini nell'assalto del 26 luglio. Prima che Wellington potesse organizzare un nuovo attacco, giunse la notizia che Soult aveva riorganizzato l'esercito francese e che era ricomparso ad est, settimane in anticipo rispetto a quanto ipotizzato da Wellington. Gli alleati interruppero l'assedio per affrontarlo.
Mentre Wellington affrontava Soult nella battaglia dei Pirenei, il tenente generale Graham continuava l'assedio. Una fila di piccole fortezze furono istituite per difendersi dall'arrivo di Soult, mentre un potente cordone occupò le rive del Bidasoa. Oltre alle divisioni anglo-portoghesi di Vera, Lesaca e Irun, questa linea comprendeva la 3ª, 5ª e 7ª divisione spagnola poste sul monte di San Marcial, oltre a due brigate della 4ª divisione in riserva (formando il quarto esercito spagnolo di Freire, o esercito di Galizia). Dopo quattro settimane di attesa, Soult stava preparando un'ultima spinta verso San Sebastián, concentrando tutte le sue nove divisioni ad Ainhoue per assaltare San Marcial. Né i francesi né gli spagnoli erano motivati; i francesi erano demoralizzati dalle recenti ritirate, mentre gli irregolari di Freire, non riconosciuti dal commissariato spagnolo, non avevano razioni da giorni. Dietro a loro, l'esercito alleato era bloccato in una sanguinosa lotta per San Sebastián che avrebbe causato 2376 morti e feriti solo il 31 agosto.

## Battaglia
Nella nebbia mattutina del 31 agosto, sette divisioni francesi strisciarono verso la Bidassoa, guadando il fiume grazie alla copertura del fuoco dei cannoni. Le posizioni alleate di Vera e Irun furono prese di sorpresa e sconfitte, ma non prima di aver allertato Freire, il quale guidò i propri uomini sulle colline. Le colonne imperiali persero coesione quando salirono lungo il difficile terreno, raggiungendo Freire in una massa confusa. Gli spagnoli li accolsero con raffiche e, avanzando con le baionette inastate, respinsero gli uomini di Soult dalla collina.
Soult radunò le unità sconfitte verso mezzogiorno, e unì altre truppe fresche per portare un secondo assalto, ma la linea di baionette spagnole resistette. Incapace di bloccare la ritirata dei suoi uomini decisi ad oltrepassare il fiume, Soult ordinò una ritirata verso Irun annullando l'offensiva senza aver incontrato neanche una sola giubba rossa. Nell'ultima parte della battaglia Freire chiese rinforzi ai britannici, ma Wellington rispose: "Avendo già vinto la battaglia, dovresti tenere per i tuoi soli uomini l'onore della vittoria". San Sebastián cadde quello stesso giorno dopo una violenta battaglia, e Soult si ritirò in territorio francese.

## Combattimento di Vera

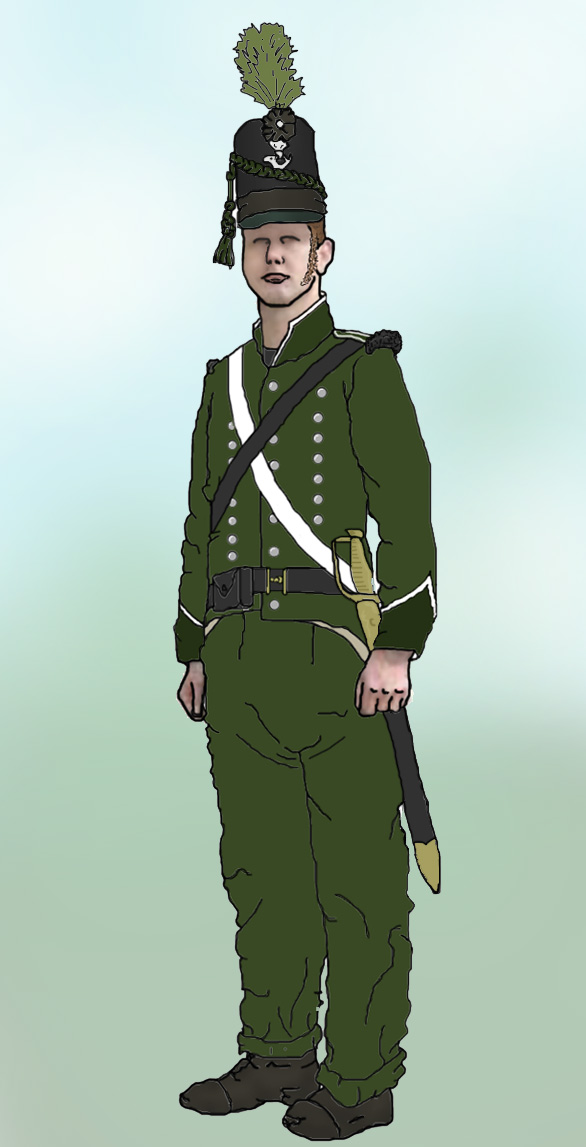
Ritratto di un fuciliere del 95th Regiment of Foot, il 95th Rifles, 1815

Nel pomeriggio un violento temporale colpì l'area. In quel momento la retroguardia del maggior generale Bertrand Clauzel aveva raggiunto i guadi sul Bidassoa, coperti da due metri d'acqua. Il comandante della retroguardia, il generale di divisione Edmé-Martin Vandermaesen, portò 10 000 uomini a monte fino a Vera (Bera). Il ponte da 45 metri di Vera permetteva il passaggio di una colonna larga solo tre o quattro uomini, ma era l'unica possibile linea di fuga. Una compagnia di 70 giacche verdi britanniche del 95º reggimento armate di fucili e guidate dal capitano Daniel Cadoux controllava il villaggio con due sentinelle poste presso il ponte. Alle 2:00 del mattino del 1º settembre i francesi riuscirono ad attraversare il ponte, ma non andarono oltre. Nella fitta pioggia i moschetti francesi non facevano fuoco, così dovettero utilizzare le baionette. Nel frattempo i fucilieri britannici erano al sicuro con polvere da sparo asciutta stipata in edifici con feritoie. I francesi tentarono più volte di conquistare questi edifici, ma furono falciati da continue raffiche.
Cadoux chiese aiuto ad una brigata della divisione leggera accampata ad un chilometro e mezzo di distanza. Incredibilmente, il maggior generale John Byne Skerret si rifiutò di avallare la richiesta, preferendo ordinare a Cadoux la ritirata. Il capitano non lo ascoltò e mantenne la posizione nonostante i ripetuti attacchi francesi. Skerret ripeté l'ordine di ritirata. Cadoux, che aveva perso solo le due sentinelle, si preparò ad ubbidire. Era ormai l'alba, la pioggia era cessata e la polvere da sparo francese si era asciugata. Quando le giacche verdi abbandonarono gli edifici i francesi aprirono il fuoco. Cadoux e 16 dei suoi uomini furono uccisi, e molti furono i feriti. Abbandonando l'artiglieria, i francesi attraversarono il terreno ormai indifeso. Vandermaesen fu tra i morti.

## Conseguenze
La battaglia segnò la fine del formidabile esercito di Soult: "stanca della guerra e scoraggiata, la divisione di Soult aveva perso il cuore e, con poche eccezioni, non combatterono più con le solite capacità e zelo". L'operato spagnolo a San Marcial, assieme a quello della divisione di José Zayas nella battaglia di Albuera ed a quello dell'esercito di Francisco Castaños nella battaglia di Bailén, fu tra i migliori dell'intera guerra d'indipendenza spagnola. Lo scontro successivo fu la battaglia del Bidassoa del 7 ottobre.